# Rob Andrews
Robert Ernest Andrews, detto Rob (Camden, 4 agosto 1957), è un politico statunitense, membro della Camera dei Rappresentanti per lo stato del New Jersey dal 1990 al 2014.

## Biografia
Dopo la laurea in legge alla Cornell University, Andrews divenne professore universitario e successivamente entrò in politica con il Partito Democratico.
Nel 1990 quando il deputato democratico James Florio abbandonò la Camera dopo essere stato eletto governatore del New Jersey, Andrews prese parte alle elezioni speciali per assegnare il suo seggio e riuscì a vincerle. Negli anni successivi Andrews venne sempre riconfermato dagli elettori con alte percentuali di voto.
Nel 1997 cercò l'elezione a governatore ma venne sconfitto nelle primarie da Jim McGreevey. Nel 2008 decise di lasciare la Camera per concorrere al Senato ma venne battuto nelle primarie dal senatore in carica Frank Lautenberg. Nel frattempo la moglie di Andrews, Camille, aveva vinto la nomination per il seggio lasciato dal marito, ma quando Andrews perse le primarie Camille si ritirò dalla corsa e il marito prese il suo posto nella competizione, venendo poi rieletto alla Camera. In questa occasione Andrews dovette difendersi dalle accuse di aver sfruttato la moglie per tenergli il posto.
Nel 2014 lasciò il seggio prima della fine del mandato per accettare un lavoro come avvocato in uno studio legale in Pennsylvania e abbandonò così il Congresso dopo ventiquattro anni.
Rob Andrews è giudicato un democratico moderato di ideologia centrista.